# Borovinka (rybník, Hradec Králové)
Borovinka je rybník o rozloze 33 832 m², který se nachází na jihozápadním okraji Hradce Králové na pomezí katastrálních území Kukleny a Plačice.

## Název
Svoje pojmenování obdržel rybník od sousedního lesa, který od nepaměti nese název Borovinka. Ten byl spolu s Prouzovým výletním hostincem Na Letné vyhledávaným výletním místem obyvatel z širokého okolí. V místním tisku se např. uvádí, že 14. července 1895 sem uspořádal výlet spolek písařů, a to za hudebního doprovodu okteta J. Kautského, a 15. června 1922 uspořádaly komunistické ženy ve spolupráci s protiklerikálními stranami vycházku pro děti do Borovinky, kde byla sehrána pohádka Sůl nad zlato.

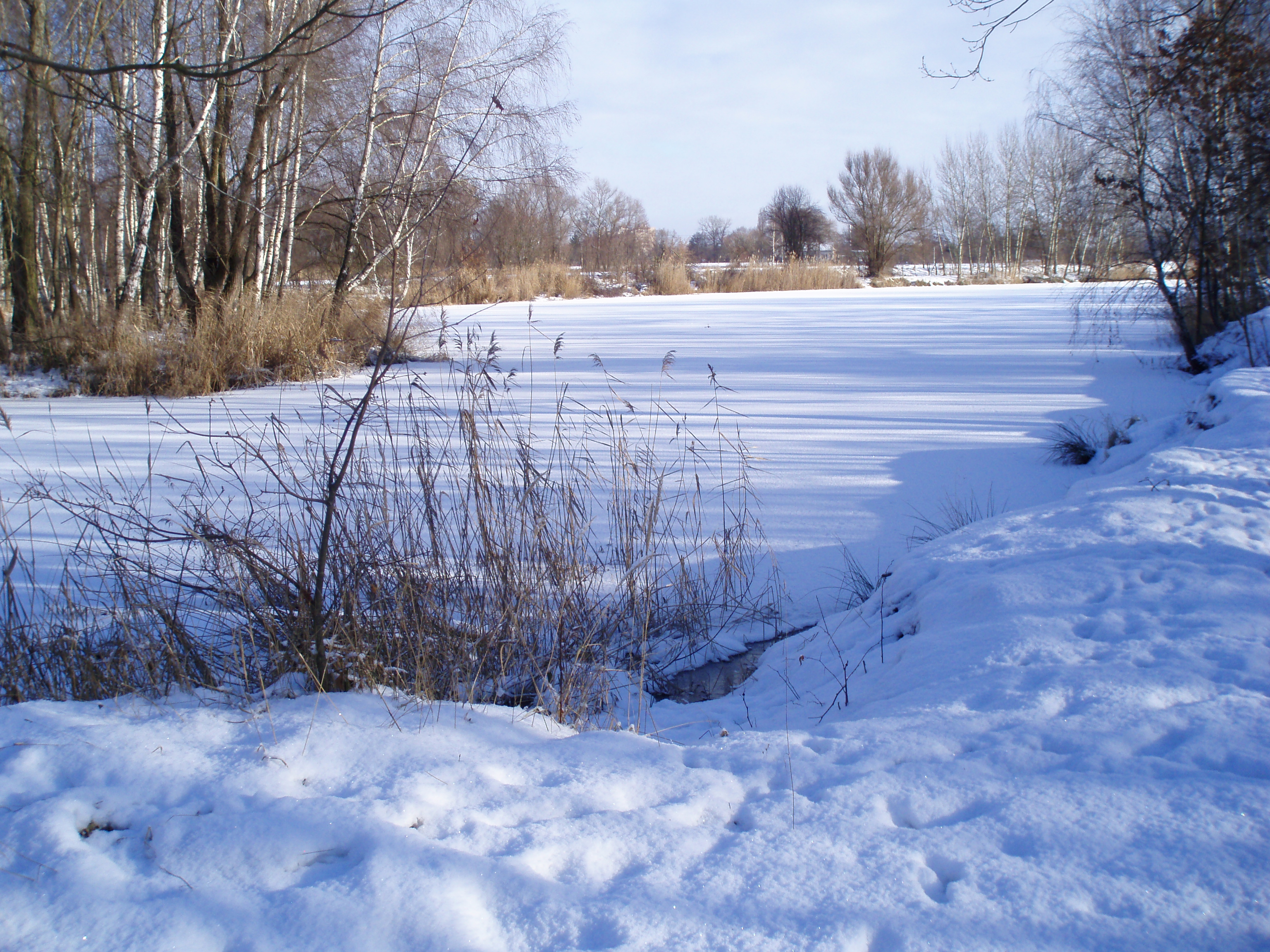
Borovinka v zimě

## Historie
Místo dnešní Borovinky bylo na historické události velmi bohaté. V roce 1423 kolem osady Šosteny a Borovinky táhlo husitské vojsko pražského svazu a Diviše Bořka z Miletínka, které bylo u Kuklen poraženo Janem Žižkou z Trocnova – bitva u Strachova dvora. Přibližně v místech dnešní Borovinky se rozprostíral rybník Kutlof, někdy nazývaný i jako Kutlhof, který byl později zalesněn. Právě tehdy vznikl prvopočátek lesa Borovinka, který se původně nacházel i na místě dnešního rybníka. Zároveň zde byla zřízena městská bažantnice a hájovna, z níž byly spravovány zdejší lesy, které patřily městu Hradci Králové. 4. července 1929 postihla les Borovinku velká vichřice. Nejvíce zasažená část se změnila na luka a pole. V roce 1930 byla část Borovinky pronajata Františku Hůlkovi pro farmu na chov stříbrných lišek za cenu 500 Kč za 1 ha na dobu 15 let. V dubnu 1944 Borovinkou prošli příslušníci paradezantní skupiny Barium, kteří nalezli první bezpečný úkryt v nedalekém Farářství. O rok později se tu usídlila sovětská rota logistického zabezpečení. V roce 1948 MNV v Hradci Králové rozhodl o obnovení rybníka Kutlofu v místech kyselých luk na pomezí kuklenského a plačického katastru. Koncem 50. let se zde začalo s těžbou písku, přičemž ještě na leteckém snímku z roku 1954 není vidět žádná změna oproti původnímu stavu a na letecké fotografii z roku 1977 je Borovinka téměř v současné situaci.

## Využití
Rybník byl dříve vyhlášeným koupalištěm. Od roku 1986 se zde pořádal Dětský Hradecký triatlon. Dnes je pro svou nevalnou kvalitu vody spíše jen rájem rybářů a místem procházek.

## Galerie

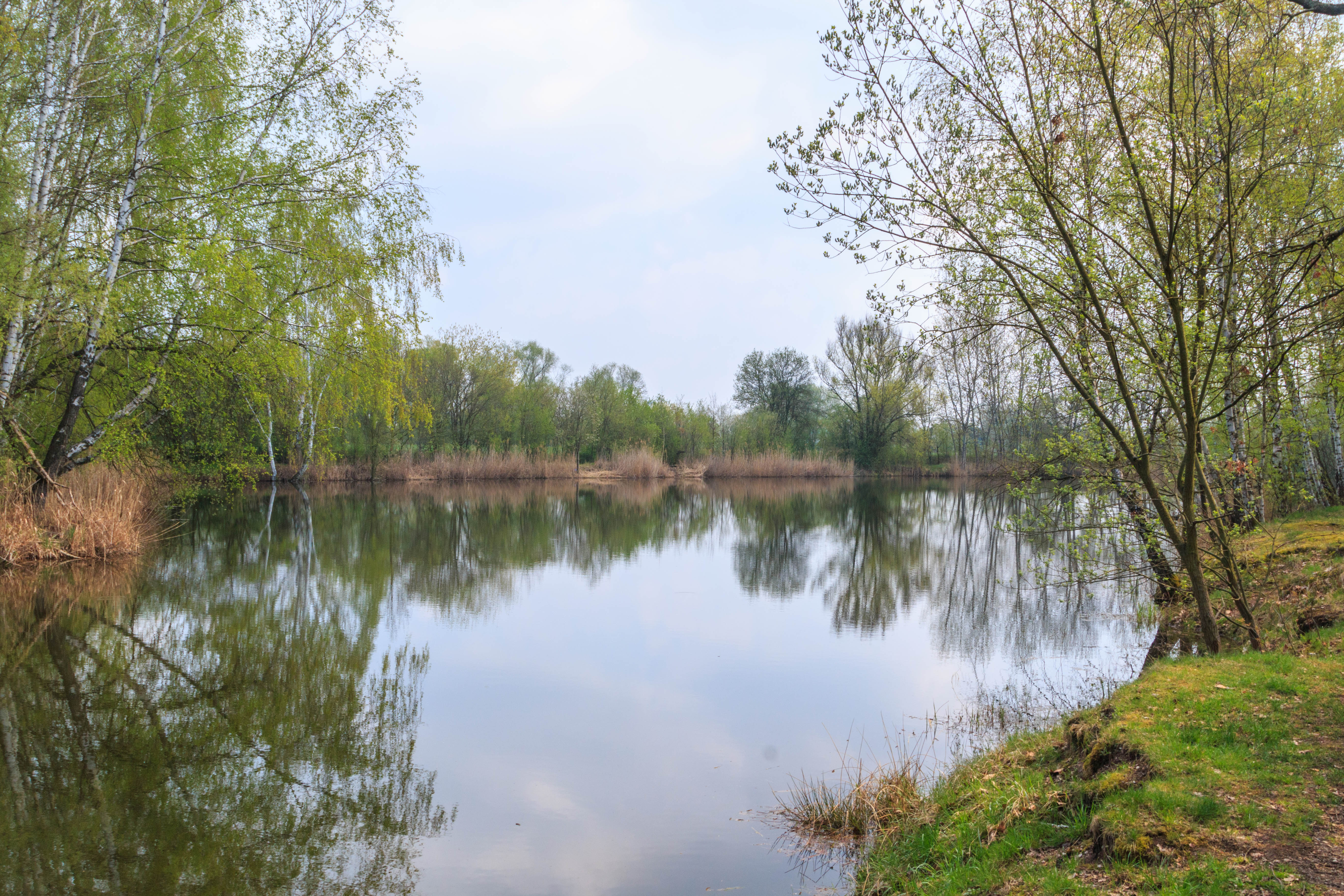
Pohled na rybník Borovinka
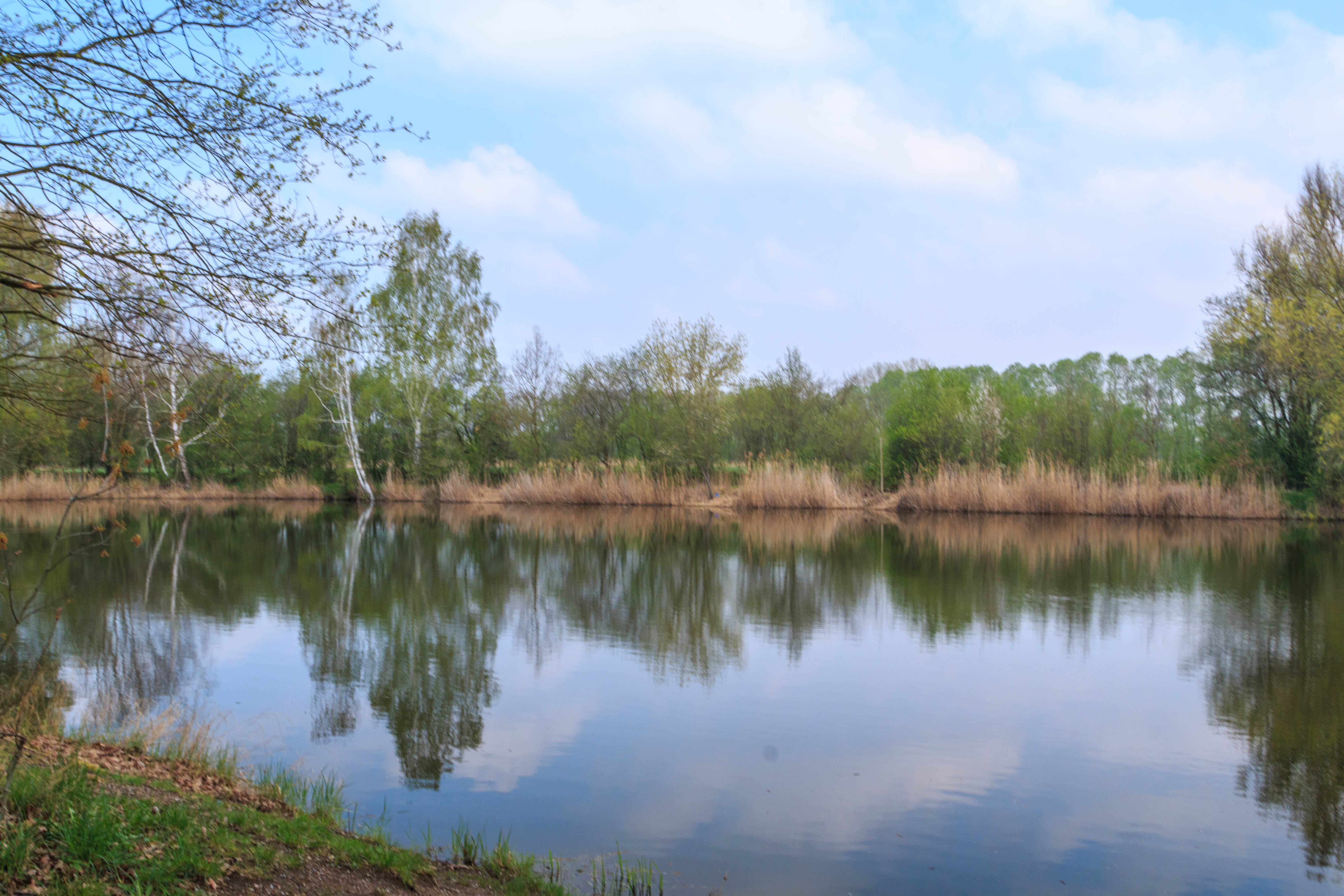
Pohled na rybník Borovinka
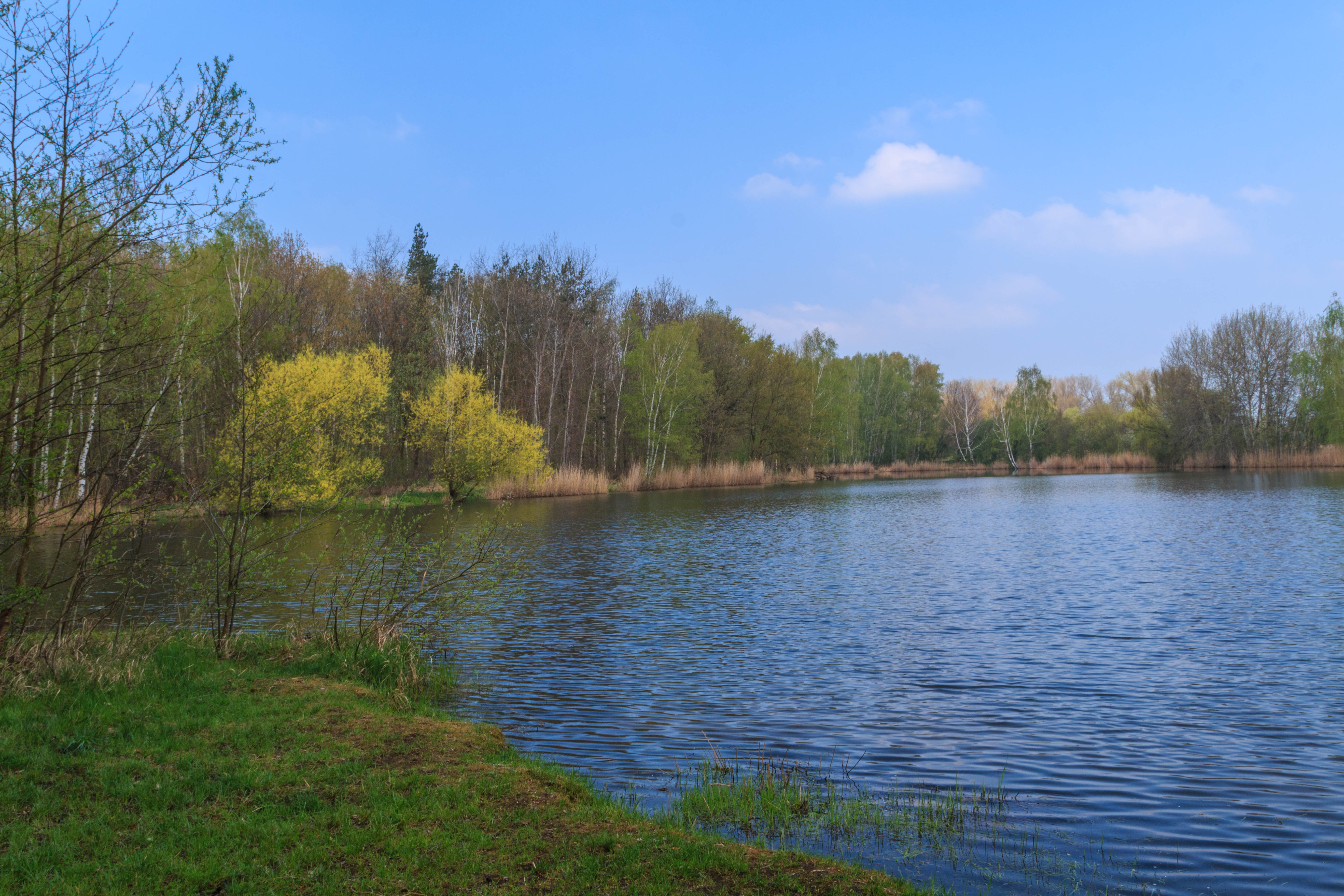
Pohled na rybník Borovinka
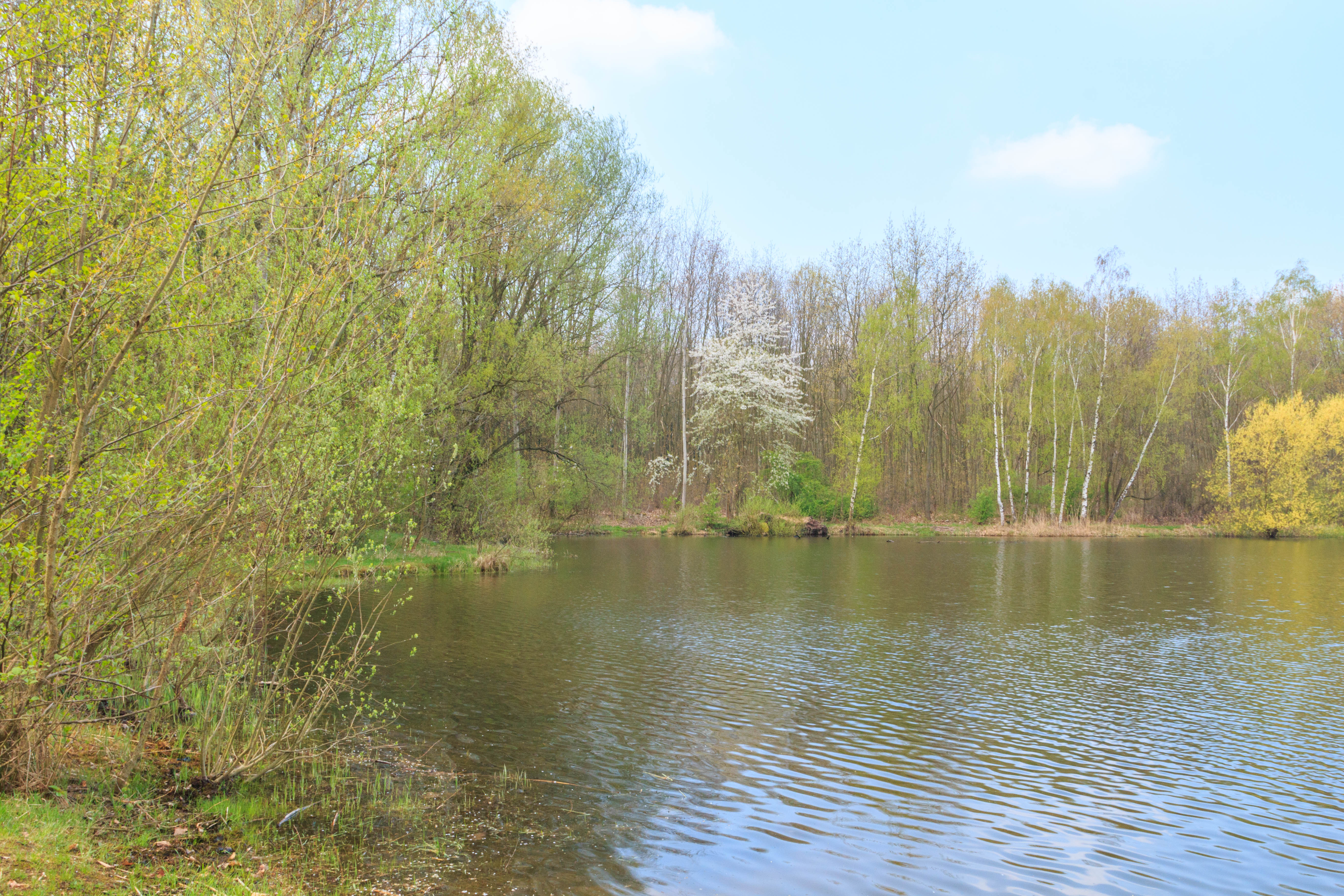
Pohled na rybník Borovinka